# Österreichischer Naturschutzpreis
Der Österreichische Naturschutzpreis ist eine vom Naturschutzbund Österreich seit 1975 vergebene Auszeichnung für Personen, die sich öffentlich um den Natur- und Umweltschutz in Österreich verdient gemacht haben.
Geehrt werden dadurch im Besonderen Personen, die bei der Darstellung umweltwissenschaftlicher Themen
- ein hohes sachliches Niveau aufweisen
- gesellschaftspolitisch wirksame Themen behandeln
- Zivilcourage zeigen

Die Auszeichnung besteht aus einer Kupfermedaille, die an ein antikes Münzrelief erinnert. Sie zeigt eine athenische Eule, die als Symbol wachsamer Klugheit und der Wissenschaft gilt.

## Preisträger
- 1975
  - Paul Blau
  - Paul Uccusic, Kurier
  - Redaktionsteam der Sendung Horizonte unter Kurt Tozzer des ORF
- 1976
  - Otto Koenig, Inst.f. vergleichende Verhaltensforschung der Österr. Akademie d. Wissenschaften
  - Josef Willi, Landwirtschaftsschule[1]
  - Franz Ortner, Vorarlberger Nachrichten
  - Albert Einzinger, Tiroler Tageszeitung
- 1977
  - Friedrich Graupe, Kronen Zeitung
  - Hayo H. Hoekstra, Europ. Informationszentrum
  - Hans Sedlmayr
- 1978
  - Helmut Voitl, ORF
  - Elisabeth Guttenberger, ORF
  - Alexander Tollmann, Geologisches Institut. d. Univ.Wien
  - Zoltan Rakonczay, National Office of Nature Conservation, Budapest
- 1979
  - Engelbert Broda, Inst.f.physikalische Chemie d. Univ. Wien
  - Michl, Oswald und Logar, ORF-Team Graz
  - Jörg Mauthe, Club Wien
- 1980
  - Dolores Bauer, ORF
  - Robert F. Par, WSL Vorarlberg
- 1981
  - Dieter Dorner, ORF Kärnten
  - Friedensreich Hundertwasser
  - Heinz Stritzl
- 1983
  - BI Rettet das Kamptal
  - Basisgruppe Schützt das Reichraminger Hintergebirge
- 1984
  - Ingrid Greisenegger, Wunderwelt
  - Wilfried Seifert, ORF – Aktueller Dienst
- 1985
  - Herbert Rainer
  - Bruno und Annemarie Höferle
  - Günther Schobesberger
  - Robert List
  - Freda Meissner-Blau
  - Angela Feichtinger
- 1990
  - Helmut Salek und Franz Kraus, Bürgerinitiative zur Rettung des Thayatales[2]
- 1992
  - Erika und Wolfgang Retter
- 2003
  - Hans Kutil, ORF Salzburg
- 2009
  - Bernd Lötsch, Naturhistorisches Museum Wien
- 2011
  - Georg Grabherr, Vegetationsbiologe
  - Thomas Wizany, Karikaturist
- 2013
  - Bluatschink
  - Peter Weish, Anti-Atom-Aktivist und Wissenschaftler
- 2015
  - Werner Gamerith[3]
- 2017
  - Kurt Kotrschal
- 2021
  - Erhard Kraus[4]